# Judenau-Baumgarten
Judenau-Baumgarten osztrák mezőváros Alsó-Ausztria Tullni járásában. 2022 januárjában 2317 lakosa volt. 

## Elhelyezkedése

Judenau-Baumgarten a Tullni járásban

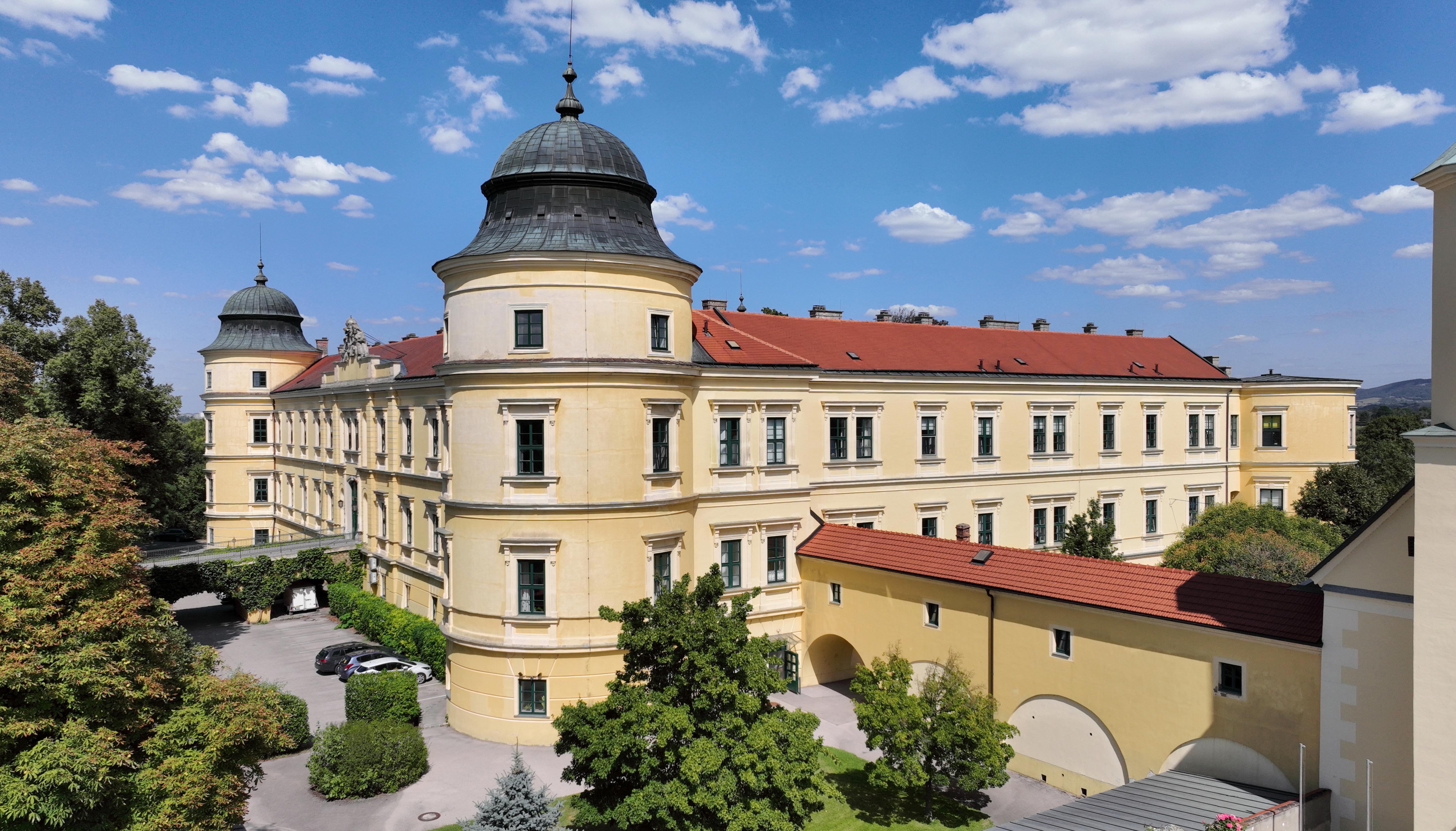
A judenaui kastély

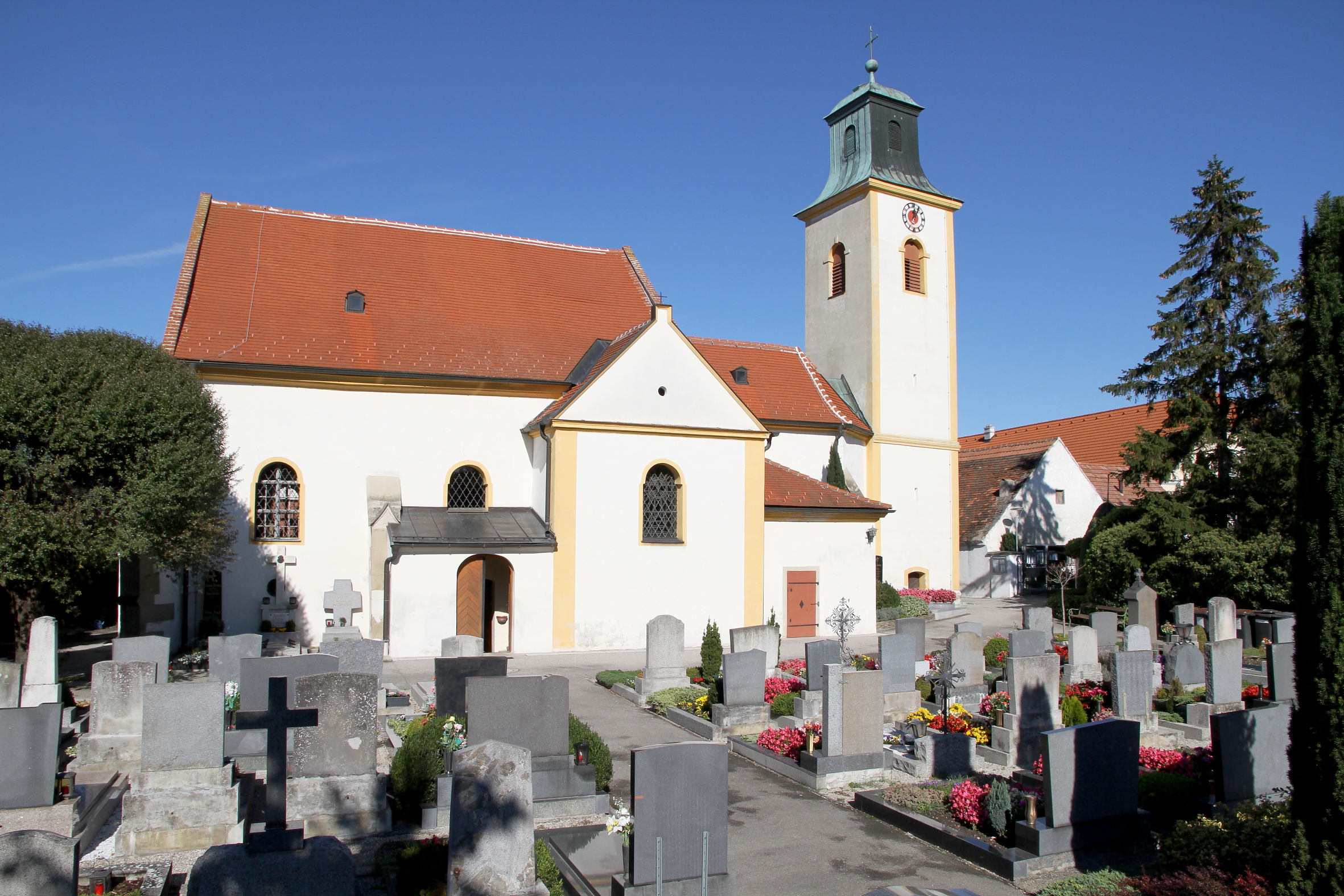
A Keresztelő Szt. János-plébániatemplom

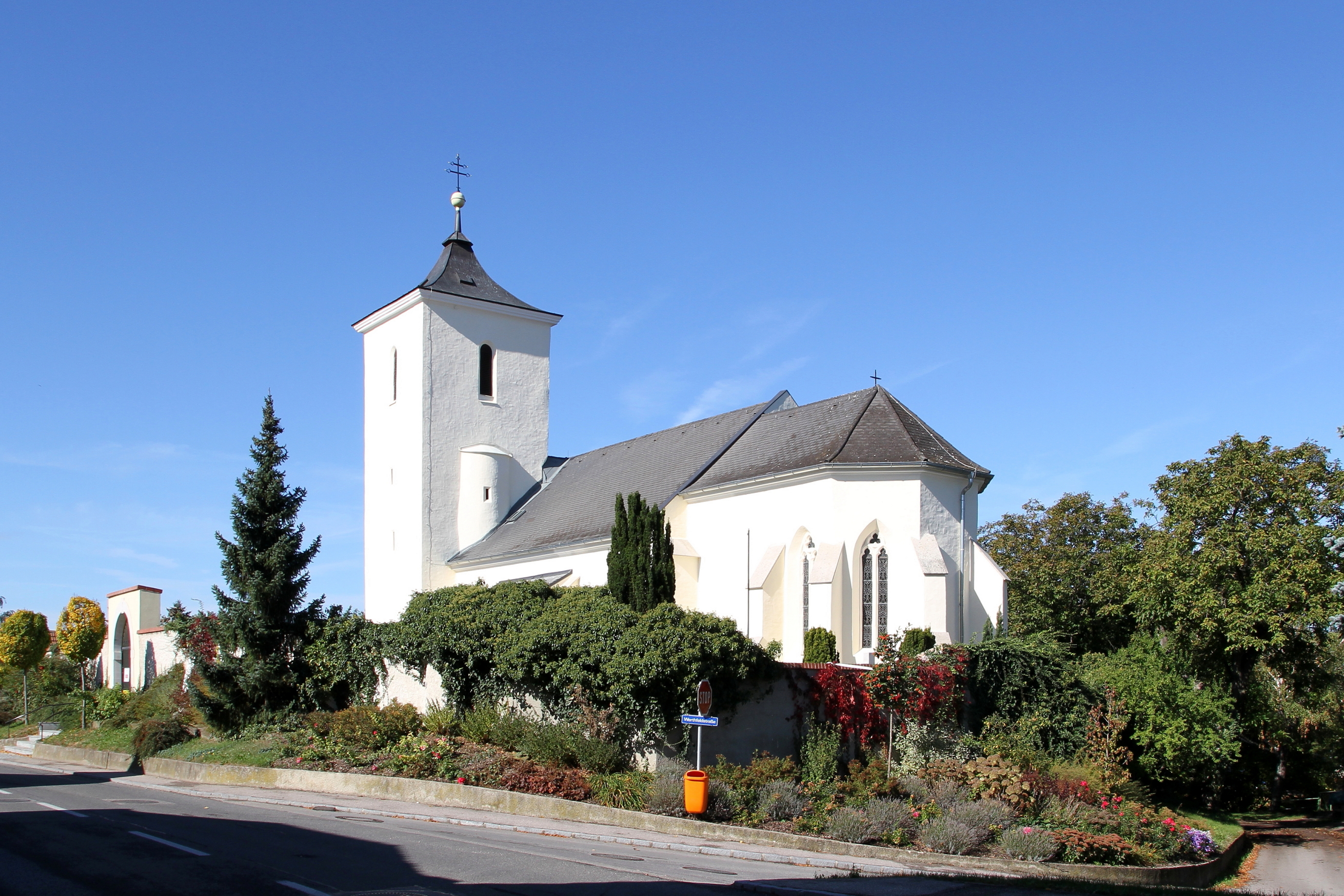
A Szt. Ulrik-templom

Judenau-Baumgarten a tartomány Mostviertel régiójában fekszik a Tullni-medence déli részén. Legfontosabb folyóvizei a Große Tulln és a Kleine Tulln. Legmagasabb pontja a 355 méteres Auberg. Területének 15,2%-a erdő, 62,3% áll mezőgazdasági művelés alatt. Az önkormányzat 4 települést egyesít: Baumgarten am Tullnerfeld (889 lakos 2022-ben), Freundorf (440), Judenau (805) és Zöfing (183).
A környező önkormányzatok: északra Langenrohr, északkeletre Tulln an der Donau, délre Sieghartskirchen, nyugatra Michelhausen.

## Története
Judenaut (Judinowaként) 1108/22-ben említik először. Birtokosai előbb a Matseber család, majd a Rueber bárók voltak. Bécs első, 1529-es török ostromakor a várat lerombolták. A Rueberek 1583-ban eladták Helmhard Jörgernek, aki kastélyként építette újjá a várat, ezt azonban egy 1590-es földrengés megrongálta. 1701-ben a Liechtenstein hercegek vásárolták meg a birtokot, akik a kastélyt nyári rezidenciává bővítették. 1857-ben Alois von Lichtenstein a kastélyt és a parkját az alsó-ausztriai árvaházi alapnak adományozta. Judenau 1877-ben mezővárosi rangra emelkedett. Az Anschluss után, a nemzetiszocialista időkben nem nevezték át a települést (Judenau németül kb. "Zsidóliget"). 
1968-ban az addig önálló Freundorf, Baumgarten és Zöfing községeket egyesítették Judenauval. 

## Lakosság
A judenau-baumgarteni önkormányzat területén 2022 januárjában 1317 fő élt. A lakosságszám 1961 óta gyarapodó tendenciát mutat. 2020-ban az ittlakók 89,3%-a volt osztrák állampolgár; a külföldiek közül 1,2% a régi (2004 előtti), 4,5% az új EU-tagállamokból érkezett. 4,1% az egykori Jugoszlávia (Szlovénia és Horvátország nélkül) vagy Törökország, 1% egyéb országok polgára volt. 2001-ben a lakosok 80,2%-a római katolikusnak, 1,9% evangélikusnak, 4,2% ortodoxnak, 5,3% mohamedánnak, 7,4% pedig felekezeten kívülinek vallotta magát. Ugyanekkor 2 magyar élt a mezővárosban; a legnagyobb nemzetiségi csoportokat a németek (84,3%) mellett a horvátok (4,3%), a szerbek (3,9%), a törökök (3,3%) és a bosnyákok (1,1%) alkották.
A népesség változása:

| 2016 | 2 241 |
| 2018 | 2 262 |

## Látnivalók
- a judenaui kastély
- a judenaui Szentháromság-plébániatemplom
- a freundorfi Keresztelő Szt. János-plébániatemplom
- a tullnerfeldi Szt. Ulrik-templom

## Fordítás
- Ez a szócikk részben vagy egészben  a   Judenau-Baumgarten című német Wikipédia-szócikk ezen változatának fordításán alapul.  Az eredeti cikk szerkesztőit annak laptörténete sorolja fel. Ez a jelzés csupán a megfogalmazás eredetét és a szerzői jogokat jelzi, nem szolgál a cikkben szereplő információk forrásmegjelöléseként.